# کیوجی‌آی‌اس
کیوجی‌آی‌اس (انگلیسی: QGIS) با نام پیشین کوانتوم جی‌آی‌اس (Quantum GIS) نرم‌افزار آزاد چندسکویی و متن‌باز سامانه اطلاعات جغرافیایی (GIS) است که قادر به تولید، نمایش، ویرایش و تحلیل داده‌های مکانی است.
کیوجی‌آی‌اس مانند دیگر نرم‌افزارهای جی‌آی‌اس به کاربران اجازه می‌دهد تا با استفاده از تکنیک‌های گوناگون ترسیم نقشه، لایه‌های مختلف نقشه را تولید و ترسیم کنند. در این نرم‌افزار نقشه‌ها در قالب‌های مختلف از جمله گرافیک برداری و گرافیک شطرنجی و برای کاربردهای گوناگون به‌کار گرفته می‌شوند.

## عملکرد
QGIS به عنوان نرم‌افزار سیستم اطلاعات جغرافیایی (GIS) عمل می‌کند و به کاربران امکان می‌دهد علاوه بر تهیه و تولید نقشه، اطلاعات مکانی را تجزیه و تحلیل و ویرایش کنند. QGIS هر دو نوع لایه اطلاعاتی رستر و بردار پشتیبانی می‌کند. داده‌های برداری به صورت نقطه، خط یا چند ضلعی قابل استفاده و ساماندهی هستند. این نرم‌افزار از فرمت‌های متعدد داده‌های رستری نیز پشتیبانی می‌کند.
QGIS از فرمت‌های استاندارد شیپ‌فایل، Coverages , Personal Geodatabases , dxf , MapInfo , PostGIS و… پشتیبانی می‌کند. در بخش خدمات وب، امکان ارائه سرویس نقشه وب و سرویس وب بر مبنا عارضه (Feature Base) را نیز دارد.
QGIS با سایر بسته‌های GIS منبع باز، از جمله PostGIS , GRASS GIS و MapServer قابلیت ادغام دارد. افزونه‌های نوشته شده به زبان‌های پایتون یا C ++ این امکان را به QGIS می‌دهد که قابلیت هاش را گسترش دهد. افزونه‌ها می‌توانند با بسیاری از ابزارها و بسترهای موجود ارائه سرویس نقشه در تعامل باشند مانند Google Geocoding API، انجام عملکردهای ژئوپروسس مشابه ابزارهای استاندارد موجود در ArcGIS، و رابط با پایگاه‌های پستگرس‌کیوال / PostGIS , SpatiaLite و مای‌اس‌کیوال و…

## توسعه
گری شرمن از اوایل سال ۲۰۰۲ توسعه Quantum GIS را آغاز کرد و در سال ۲۰۰۷ به یک پروژه انکوباتور بنیاد منبع آزاد جغرافیایی تبدیل شد. نسخه ۱٫۰ در ژانویه ۲۰۰۹ منتشر شد.
</ref>
تا تاریخ ۲۰۱۷، QGIS برای چندین سیستم عامل مختلف از جمله Mac OS X، Linux، Unix و Microsoft Windows در دسترس است. نسخه موبایل QGIS تا تاریخ ۲۰۱۴ برای اندروید در حال توسعه بود.

QGIS همچنین می‌تواند به عنوان یک رابط کاربری گرافیکی با GRASS مورد استفاده قرار گیرد. QGIS نسبت به سایر نرم‌افزارهای GIS ای به منابع سخت‌افزاری کمتری نیاز دارد و به‌طور کلی به رم و قدرت پردازش کمتری احتیاج دارد. از این رو می‌توان از آن در سخت‌افزار قدیمی استفاده کرد یا همزمان با سایر برنامه‌ها بر روی سخت‌افزارهای ساده‌تر مورد استفاده قرارگیرد.

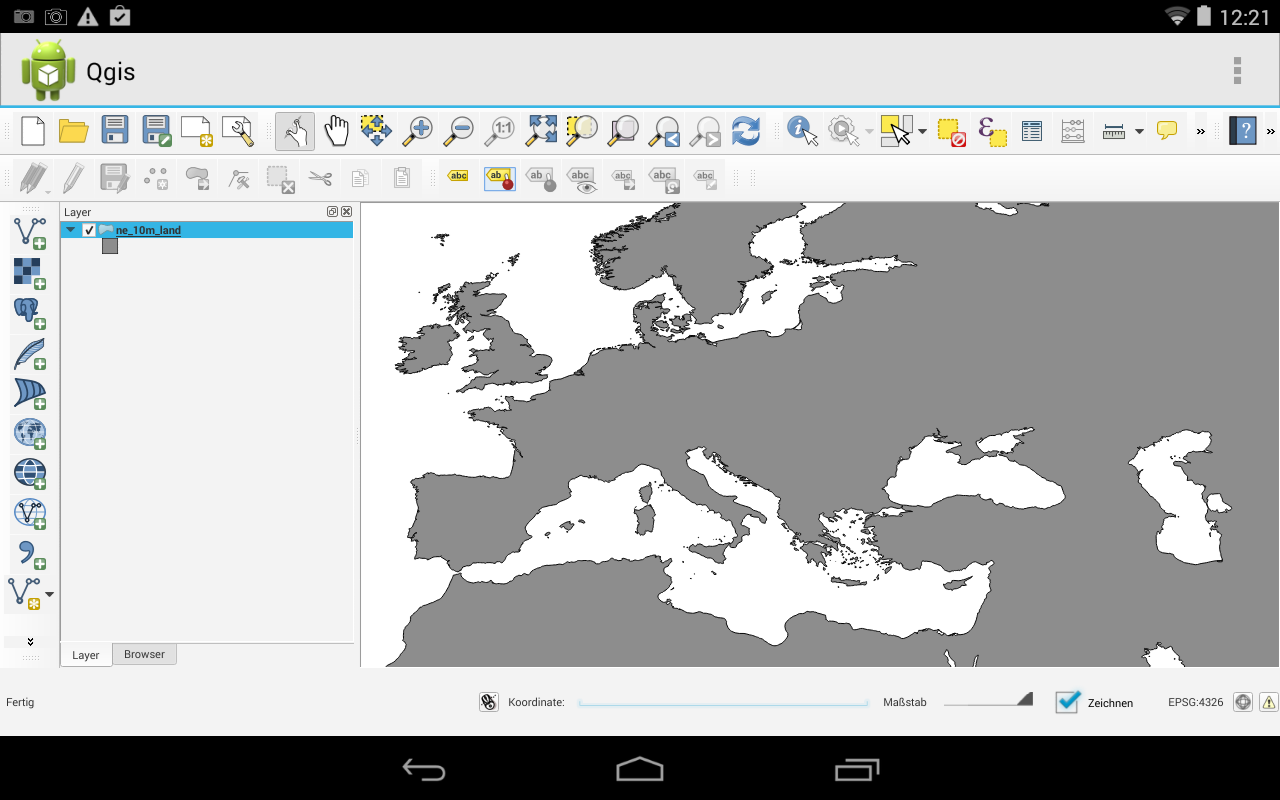
تصویری از QGIS-Android در سال ۲۰۱۴.

توسعه و بروز رسانی نرم‌افزار QGIS توسط توسعه دهندگان داوطلب انجام می‌شود. تا تاریخ ۲۰۱۲، توسعه دهندگان QGIS را به ۴۸ زبان ترجمه کرده و برنامه در سطح بین‌المللی در محیط‌های دانشگاهی و حرفه ای مورد استفاده قرار می‌گیرد. چندین شرکت خدمات پشتیبانی و قابلیت توسعه را ارائه می‌دهند.

### تهیه نقشه

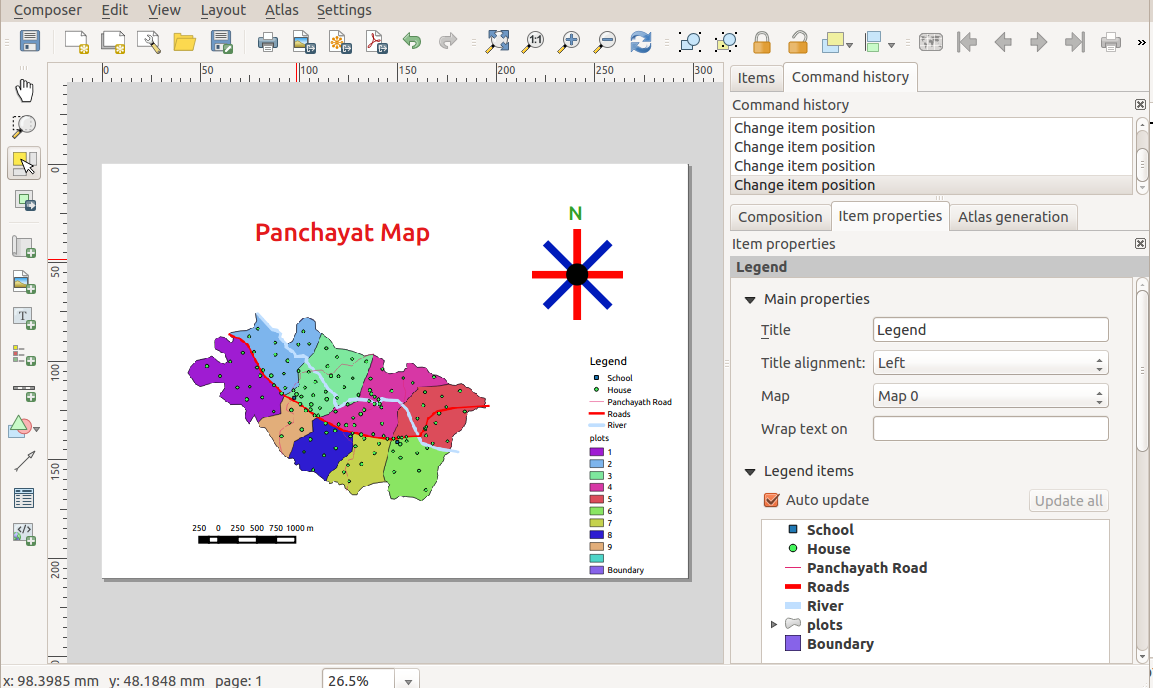
عکسی از نما نرم‌افزار تولید نقشه

## عملکرد